# Alkmaar Zaanstreek 2012-2013
Questa voce raccoglie le informazioni riguardanti l'Alkmaar Zaanstreek nelle competizioni ufficiali della stagione 2012-2013.

## Rosa
Rosa e numerazione aggiornate al 31 gennaio 2013.
| N. |                        | Ruolo | Calciatore                     |
| -- | ---------------------- | ----- | ------------------------------ |
| 1  | Costa Rica (bandiera)  | P     | Esteban Alvarado               |
| 2  | Svezia (bandiera)      | D     | Mattias Johansson              |
| 3  | Paesi Bassi (bandiera) | D     | Dirk Marcellis                 |
| 4  | Paesi Bassi (bandiera) | D     | Nick Viergever (vice-capitano) |
| 5  | Paesi Bassi (bandiera) | D     | Donny Gorter                   |
| 6  | Paesi Bassi (bandiera) | D     | Etiënne Reijnen                |
| 7  | Islanda (bandiera)     | A     | Jóhann Berg Guðmundsson        |
| 8  | Paesi Bassi (bandiera) | C     | Adam Maher                     |
| 9  | Paesi Bassi (bandiera) | A     | Ruud Boymans                   |
| 10 | Paesi Bassi (bandiera) | C     | Erik Falkenburg                |
| 10 | Camerun (bandiera)     | C     | Willie Overtoom                |
| 11 | Belgio (bandiera)      | C     | Maarten Martens (capitano)     |
| 12 | Svezia (bandiera)      | C     | Viktor Elm                     |

| N. |                        | Ruolo | Calciatore        |
| -- | ---------------------- | ----- | ----------------- |
| 16 | Belgio (bandiera)      | P     | Yves De Winter    |
| 17 | Stati Uniti (bandiera) | A     | Jozy Altidore     |
| 18 | Paesi Bassi (bandiera) | A     | Mikhail Rosheuvel |
| 19 | Norvegia (bandiera)    | C     | Markus Henriksen  |
| 20 | Islanda (bandiera)     | D     | Aron Jóhannsson   |
| 21 | Paesi Bassi (bandiera) | P     | Erik Heijblok     |
| 22 | Paesi Bassi (bandiera) | A     | Steven Berghuis   |
| 23 | Paesi Bassi (bandiera) | A     | Roy Beerens       |
| 25 | Belgio (bandiera)      | D     | Jonas Heymans     |
| 26 | Paraguay (bandiera)    | C     | Celso Ortiz       |
| 28 | Finlandia (bandiera)   | D     | Thomas Lam        |
| 32 | Paesi Bassi (bandiera) | D     | Giliano Wijnaldum |
| 40 | Paesi Bassi (bandiera) | A     | Fernando Lewis    |